# 保利诺·蒙萨尔韦
保利诺·蒙萨尔韦（西班牙語：Paulino Monsalve，1958年10月30日—2024年4月13日），西班牙男子曲棍球运动员。他曾代表西班牙国家队参加1980年夏季奥林匹克运动会曲棍球比赛，获得一枚银牌。